# Le Tréport
Le Tréport est une commune française située dans le département de la Seine-Maritime en région Normandie.
Avec Eu et Mers-les-Bains, elle est l'une des trois principales villes de l'unité urbaine d'Eu qui fait entièrement partie de l'intercommunalité dénommée communauté de communes des Villes Sœurs.

## Géographie

### Localisation
Située dans le nord du département et au bord de la Manche, la commune du Tréport possède une plage de galets au pied des falaises de craie et un port. La commune a pour origine l'estuaire de la Bresle, petit fleuve côtier, long de 72 kilomètres.
Station balnéaire, la commune dispose d'un casino, de restaurants et de brasseries.
Avec Eu et Mers-les-Bains, elle fait partie des « trois villes sœurs ».

### Hydrographie
La commune est située dans le bassin Seine-Normandie. Elle est drainée par la Bresle, le canal 01 de la commune du Tréport et un autre petit cours d'eau,.
La Bresle  est un fleuve côtier d'une longueur de 68 km, qui prend sa source dans la commune d'Abancourt, à 180 mètres d’altitude, et se jette  dans la Manche sur la commune, après avoir traversé 30 communes. 

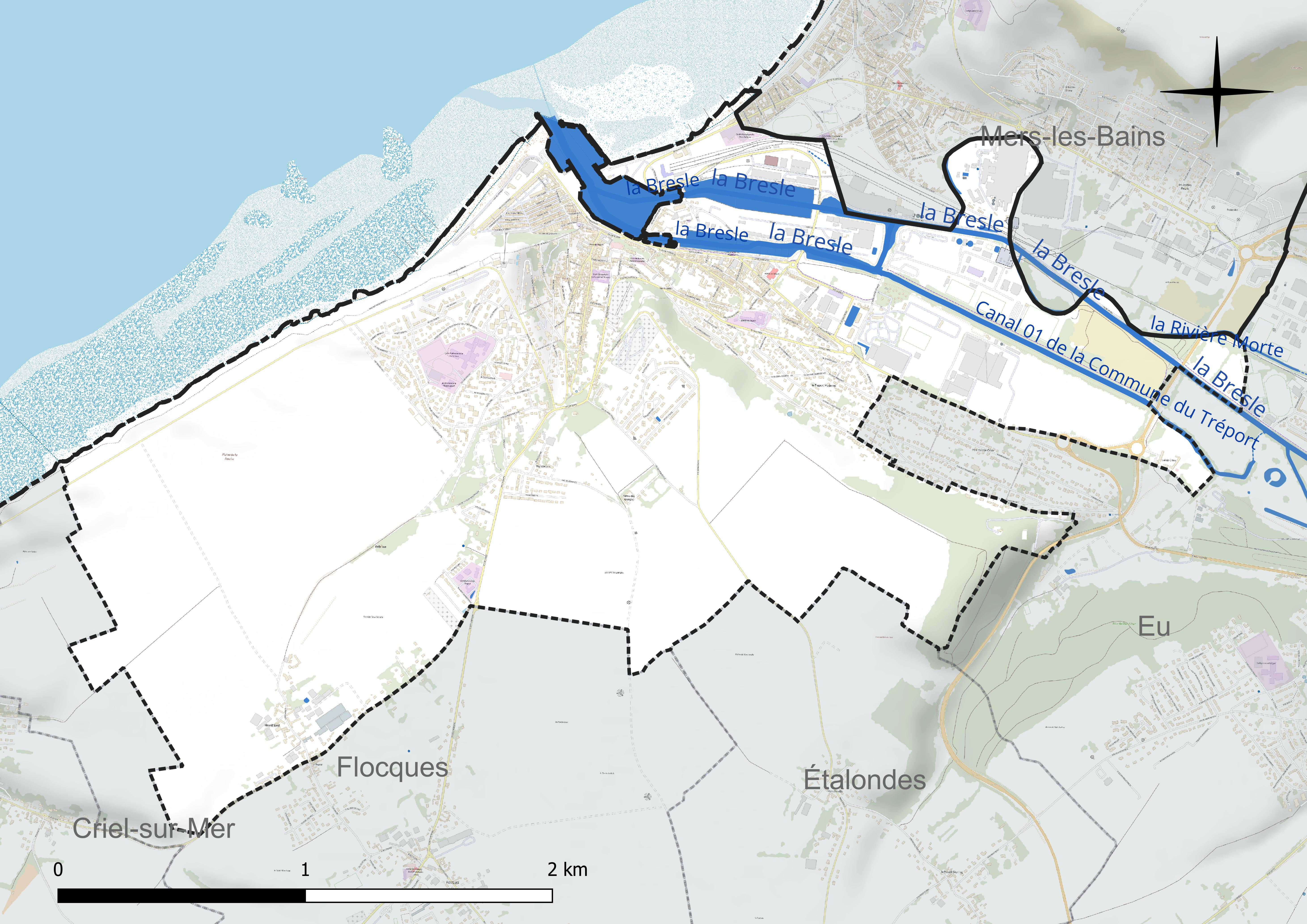
Réseau hydrographique du Tréport.

### Climat
Pour des articles plus généraux, voir Climat de la Normandie et Climat de la Seine-Maritime.
En 2010, le climat de la commune est de type climat océanique franc, selon une étude du CNRS s'appuyant sur une série de données couvrant la période 1971-2000. En 2020, Météo-France publie une typologie des climats de la France métropolitaine dans laquelle la commune est exposée à un climat océanique et est dans la région climatique Côtes de la Manche orientale, caractérisée par un faible ensoleillement (1 550 h/an) ; forte humidité de l’air (plus de 20 h/jour avec humidité relative > 80 % en hiver), vents forts fréquents. Parallèlement le GIEC normand, un groupe régional d’experts sur le climat, différencie quant à lui, dans une étude de 2020, trois grands types de climats pour la région Normandie, nuancés à une échelle plus fine par les facteurs géographiques locaux. La commune est, selon ce zonage, exposée à un « climat maritime », correspondant au Pays de Caux, frais, humide et pluvieux, légèrement plus frais que dans le Cotentin.
Pour la période 1971-2000, la température annuelle moyenne est de 10,8 °C, avec une amplitude thermique annuelle de 12,2 °C. Le cumul annuel moyen de précipitations est de 769 mm, avec 13 jours de précipitations en janvier et 8,3 jours en juillet. Pour la période 1991-2020, la température moyenne annuelle observée sur la station météorologique la plus proche, située sur la commune de Cayeux-sur-Mer à 16 km à vol d'oiseau, est de 11,4 °C et le cumul annuel moyen de précipitations est de 761,1 mm,. Pour l'avenir, les paramètres climatiques de la commune estimés pour 2050 selon différents scénarios d’émission de gaz à effet de serre sont consultables sur un site dédié publié par Météo-France en novembre 2022.

## Urbanisme

### Typologie
Au 1er janvier 2024, Le Tréport est catégorisée petite ville, selon la nouvelle grille communale de densité à sept niveaux définie par l'Insee en 2022.
Elle appartient à l'unité urbaine d'Eu, une agglomération inter-régionale regroupant six  communes, dont elle est ville-centre,,. Par ailleurs la commune fait partie de l'aire d'attraction d'Eu, dont elle est une commune du pôle principal,. Cette aire, qui regroupe 26 communes, est catégorisée dans les aires de moins de 50 000 habitants,.
La commune, bordée par la Manche, est également une commune littorale au sens de la loi du 3 janvier 1986, dite loi littoral. Des dispositions spécifiques d’urbanisme s’y appliquent dès lors afin de préserver les espaces naturels, les sites, les paysages et l’équilibre écologique du littoral, tel le principe d'inconstructibilité, en dehors des espaces urbanisés, sur la bande littorale des 100 mètres, ou plus si le plan local d’urbanisme le prévoit.

### Occupation des sols
L'occupation des sols de la commune, telle qu'elle ressort de la base de données européenne d’occupation biophysique des sols Corine Land Cover (CLC), est marquée par l'importance des territoires agricoles (49,3 % en 2018), en diminution par rapport à 1990 (51,6 %). La répartition détaillée en 2018 est la suivante : 
terres arables (45,6 %), zones urbanisées (26,4 %), zones industrielles ou commerciales et réseaux de communication (14,1 %), espaces verts artificialisés, non agricoles (6,8 %), zones agricoles hétérogènes (2,8 %), forêts (2,7 %), prairies (0,9 %), zones humides côtières (0,6 %). L'évolution de l’occupation des sols de la commune et de ses infrastructures peut être observée sur les différentes représentations cartographiques du territoire : la carte de Cassini (XVIIIe siècle), la carte d'état-major (1820-1866) et les cartes ou photos aériennes de l'IGN pour la période actuelle (1950 à aujourd'hui).

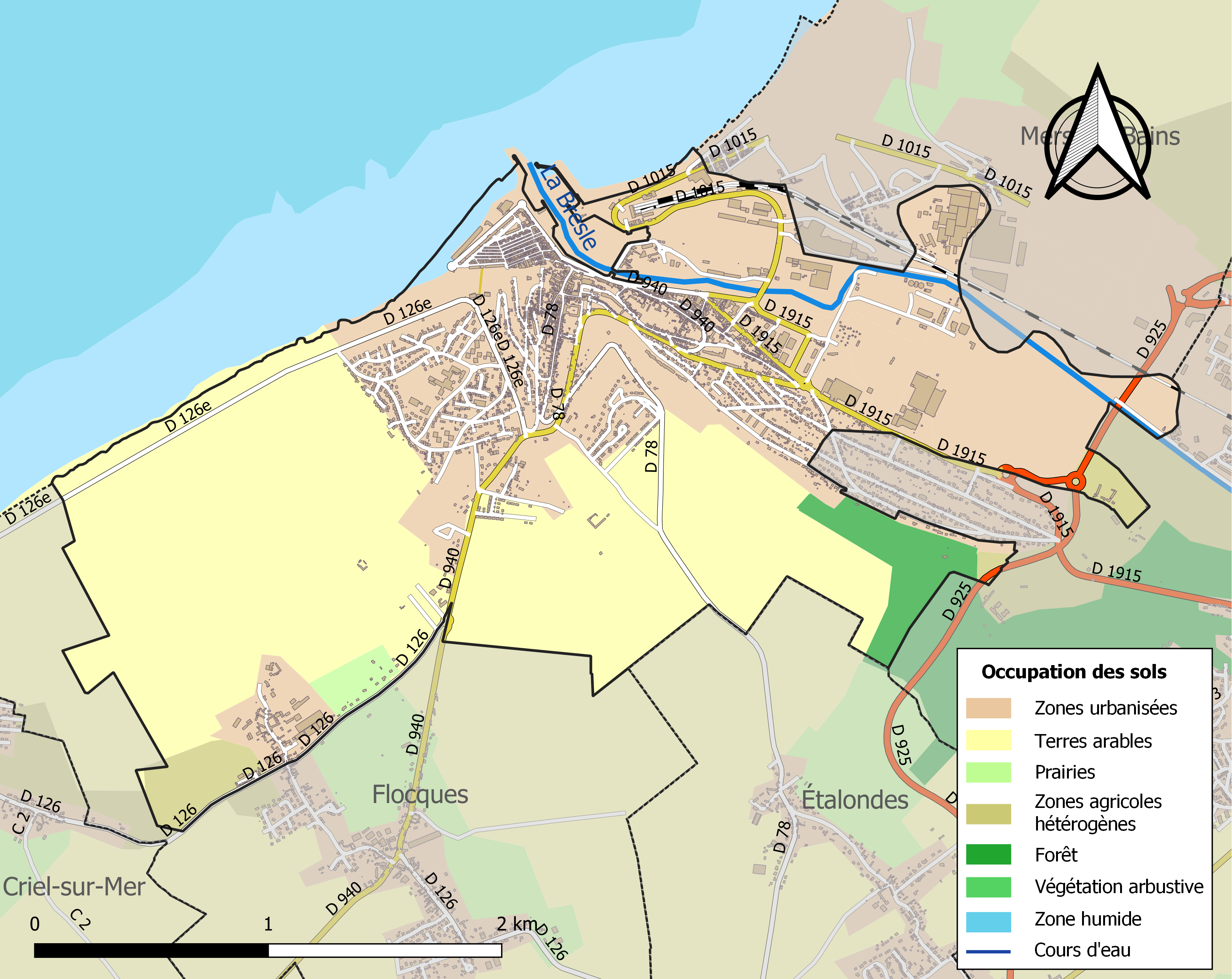
Carte des infrastructures et de l'occupation des sols de la commune en 2018 (CLC).

### Habitat et logement
En 2018, le nombre total de logements dans la commune était de 4 195, alors qu'il était de 4 197 en 2013 et de 4 153 en 2008.
Parmi ces logements, 57,1 % étaient des résidences principales, 33,3 % des résidences secondaires et 9,7 % des logements vacants. Ces logements étaient pour 53,6 % d'entre eux des maisons individuelles et pour 45,9 % des appartements.
Le tableau ci-dessous présente la typologie des logements au Le Tréport en 2018 en comparaison avec celle de la Seine-Maritime et de la France entière. Une caractéristique marquante du parc de logements est ainsi une proportion de résidences secondaires et logements occasionnels (33,3 %) supérieure à celle du département (3,9 %) et à celle de la France entière (9,7 %). Concernant le statut d'occupation de ces logements, 43 % des habitants de la commune sont propriétaires de leur logement (41 % en 2013), contre 53 % pour la Seine-Maritime et 57,5 pour la France entière.
| Typologie                                               | Le Tréport | Seine-Maritime | France entière |
| ------------------------------------------------------- | ---------- | -------------- | -------------- |
| Résidences principales (en %)                           | 57,1       | 88             | 82,1           |
| Résidences secondaires et logements occasionnels (en %) | 33,3       | 3,9            | 9,7            |
| Logements vacants (en %)                                | 9,7        | 8,1            | 8,2            |

### Voies de communication et transports
La gare du Tréport - Mers, desservie par les TER Hauts-de-France, est située de l'autre côté du port près du centre de Mers-les-Bains.
Le Tréport est relié à la gare, par les lignes 502 (dite « 3 Villes Sœurs », effectuant des circuits entre Le Tréport, Mers-les-Bains et Eu) et 519 (permettant d'atteindre la gare routière de Dieppe) du réseau Nomad géré par la région Normandie.
La localité est également desservie par les lignes d'autocars no 701 (de Mers-les-Bains à Amiens par Oisemont), no 702 (de Mers-les-Bains à Abbeville par Friville) et no 732 (du Tréport à Abbeville par Feuquières) du réseau Trans'80, géré par la région Hauts-de-France, chaque jour de la semaine sauf le dimanche et les jours fériés.
Jusqu'en 1932, le centre-ville du Tréport est relié à Eu (à partir de 1902) et à Mers-les-Bains (à partir de 1904) par le tramway Eu - Mers-les-Bains / Le Tréport.
Le funiculaire du Tréport relie la partie haute et la partie basse de la ville de 1908 à 1941 et depuis 2006.

## Toponymie
Le nom de la localité est attesté sous les formes Ulteris portum, Ultris portum, Ulteris portu en 1059 ; Ulteriori Portu et Ulterisportus au XIIe siècle, Ulterisportensis en 1149, Ulterisportum en 1150 ; Ulterisportensi en 1152 ; Ultrisportus en 1153 ; Ecc. Ultrensis Portus au XIIe siècle ; Ecc. Ultriportus en 1161 ; De abbate de Tresport en 1184 ; Au Troisport en 1286 ; Ecc. Sancti Jacobi de Ulteriori Portu en 1200 et 1202 ; Saint Michiel du Tresport en 1282 ; « L'abbé et le convent du Troiport » en 1292 ; Au Treport en 1307 ; Au Troisport et le Tresport en 1339 ; Le Trepport en 1340 ; Par. du Trepport en 1384 ; Le Tresport en 1390 ; Treport en 1715 (Frémont) ; Le Tréport en 1757 (Cassini).
Mentionné au XIe siècle sous les formes latinisées Ulteris portum et Ultris portum, d'un bas latin non attesté *Ultrensis portus « le port qui est au-delà », celui-ci se situant en aval de la ville d'Eu. La forme picarde le Troiport, parfois citée au Moyen Âge, ne s'est pas maintenue.

## Histoire

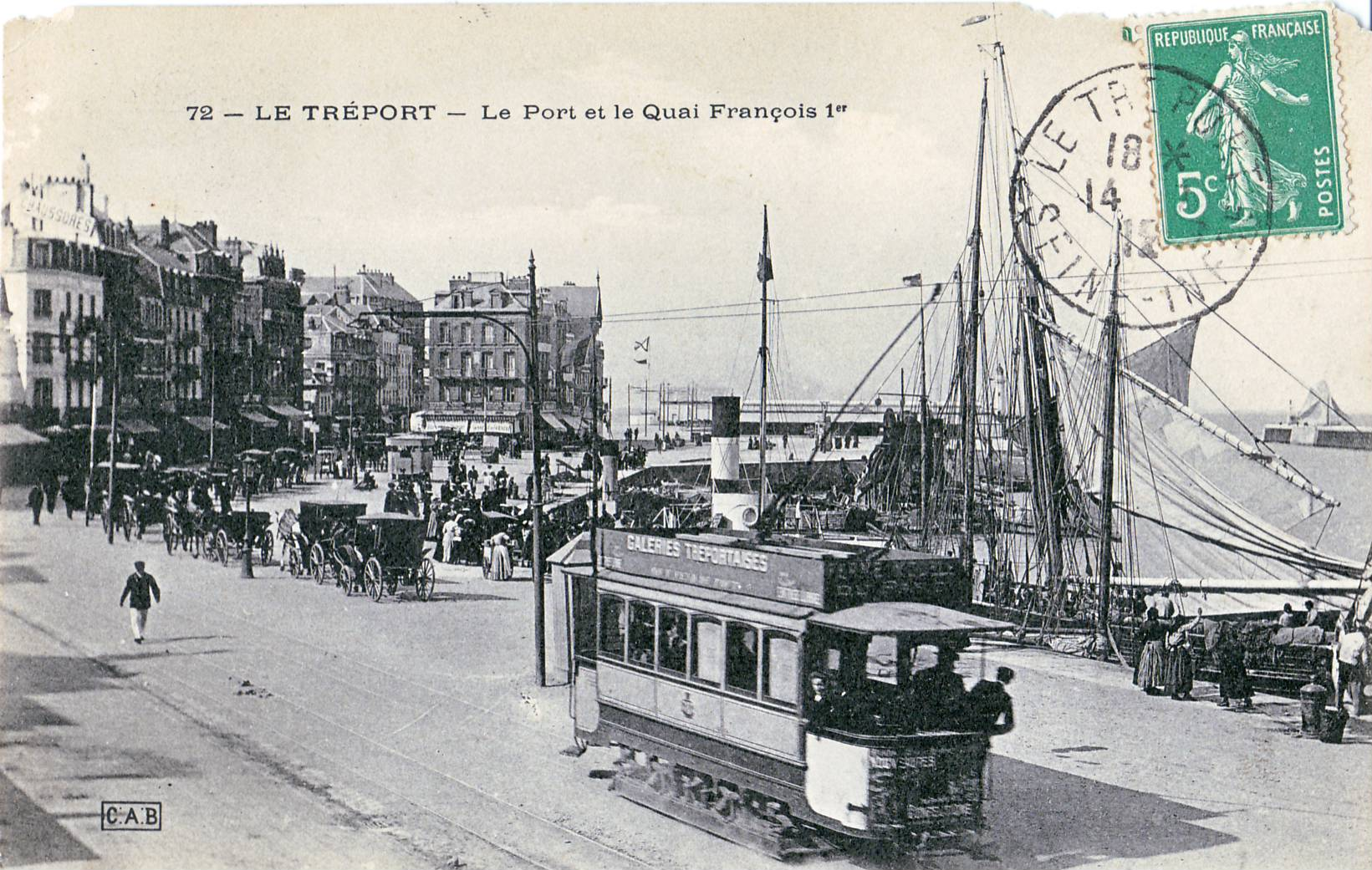
La ville fut desservie par un tramway électrique dès 1902. L'exploitation du Tramway d'Eu-Le Tréport-Mers cessa en 1934.

L'abbaye Saint-Michel du Tréport, fondée en 1053 par les bénédictins, a disparu à la Révolution.
En 1339, au début de la guerre de Cent Ans, les marins des « Cinques Ports » incendient la ville.

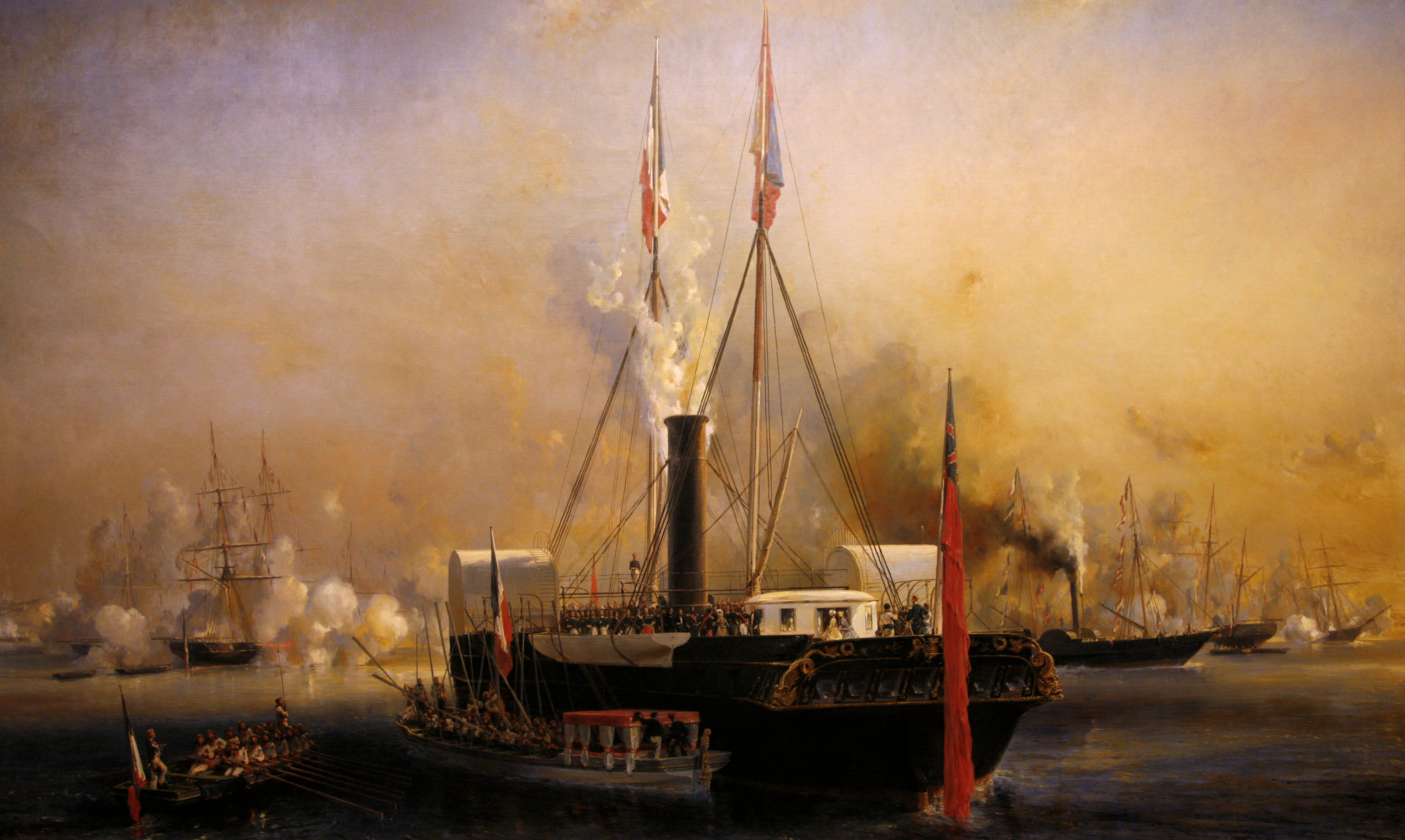
Visite de la Reine Victoria au Tréport, 2 septembre 1843,
Eugène Isabey, 1844,
Paris, musée national de la Marine.

La vocation de station balnéaire du Tréport a débuté sous le règne de Louis-Philippe, quand la famille de ce souverain, résidant régulièrement à Eu, inaugura la mode des bains de mer. La grande bourgeoisie parisienne ne tarda pas à faire construire des villas sur le front de mer et à y mener une vie mondaine jusqu'à la veille de la Seconde Guerre mondiale. Le tramway a été installé à cette époque en corollaire.

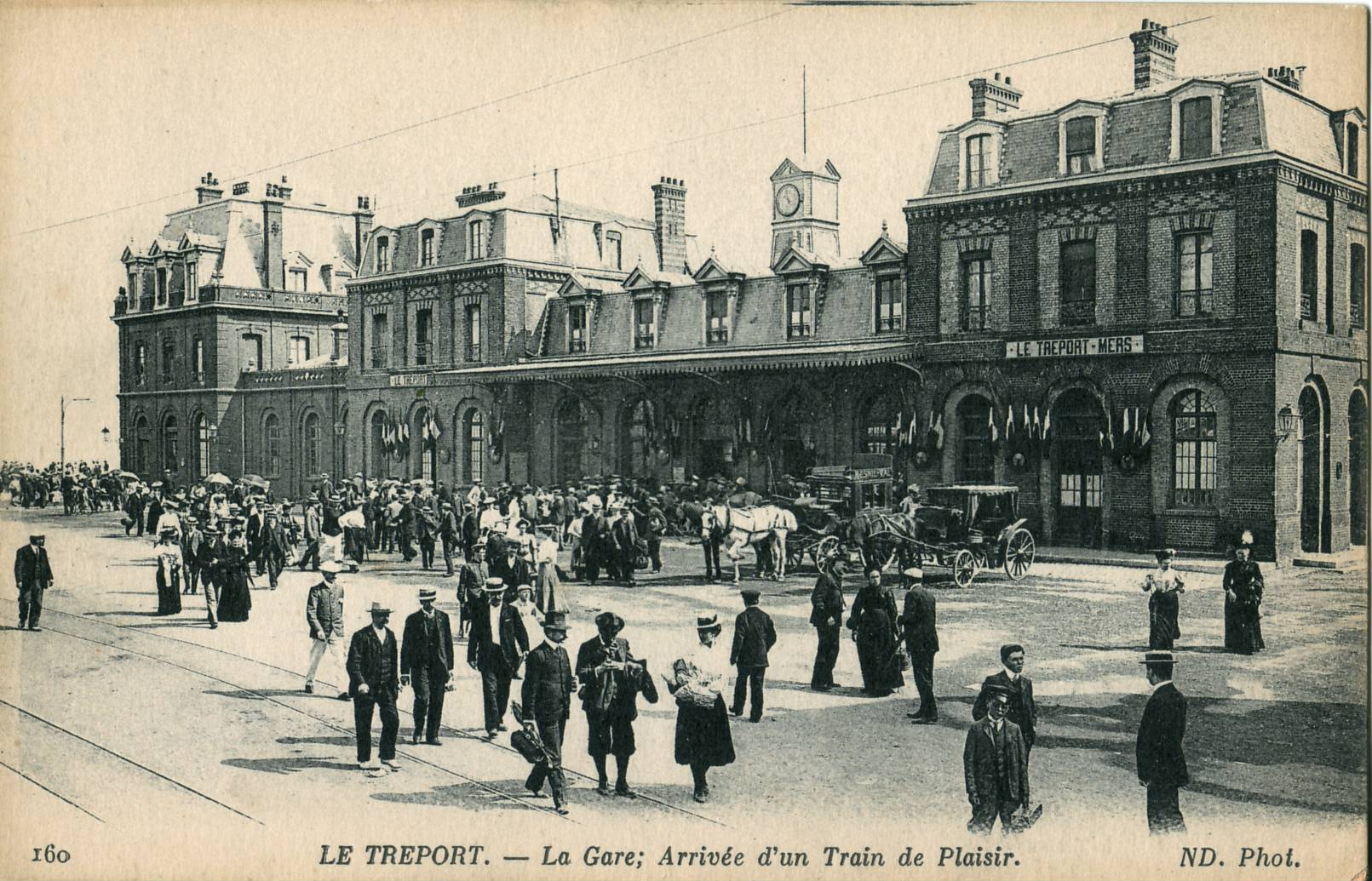
La gare du Tréport - Mers, ouverte le 12 mai 1872, permit l'accès des Parisiens à la station balnéaire et favorisa son développement.
On voit ici les voyageurs descendus d'un train de plaisir, avant la Première Guerre mondiale.

La plupart des villas ont été détruites lors des opérations militaires de 1944, ce qui explique la présence d'une architecture typique de la Reconstruction, particulièrement en bord de mer.
Un collège du Tréport porte le nom de Rachel-Salmona, en mémoire d'une fillette de dix ans déportée en février 1943, subissant le sort de son père Vitali quelques mois après lui, au camp d'Auschwitz avec sa sœur, sa mère et sa grand-mère, après avoir été internée à Dieppe et au camp de Drancy.
L'armée allemande craignant pendant l'ensemble de la Seconde Guerre mondiale un débarquement en Normandie, a fait percer la falaise de plusieurs galeries pour y bâtir des défenses dirigées vers la mer. Ces galeries, dont l'ensemble porte le nom de Kahl-Burg, sont accessibles et visitables aujourd'hui.
La paix et la reconstruction ont ramené un retour du tourisme populaire et de la vie balnéaire.
Une huîtrière, où l'on dégustait les produits de la mer à la sortie même des bassins, se situait tout au bout de la jetée, juste au-dessous des falaises, après le funiculaire. Lieu pittoresque et populaire, l'huîtrière ferma ses portes dans les années 1970.

## Politique et administration

### Rattachements administratifs et électoraux

#### Rattachements administratifs
La commune se trouve dans l'arrondissement de Dieppe du département de la Seine-Maritime.
Elle faisait partie depuis 1793 du canton d'Eu. Dans le cadre du redécoupage cantonal de 2014 en France, cette circonscription administrative territoriale a disparu, et le canton n'est plus qu'une circonscription électorale.

#### Rattachements électoraux
Pour les élections départementales, la commune fait partie depuis 2014 d'un nouveau canton d'Eu.
Pour l'élection des députés, elle fait partie de la sixième circonscription de la Seine-Maritime.

### Intercommunalité
Le Tréport est membre de la communauté de communes des Villes Sœurs, un établissement public de coopération intercommunale (EPCI) à fiscalité propre créé en 2000  sous le nom de communauté de communes du Gros Jacques et auquel la commune avait transféré un certain nombre de ses compétences, dans les conditions déterminées par le code général des collectivités territoriales. Cette intercommunalité a porté la dénomination de communauté de communes interrégionale de Bresle maritime de 2009 à 2017.

### Tendances politiques et résultats
Lors du premier tour des élections municipales de 2014 dans la Seine-Maritime, la liste PCF-PS-EELV menée par le maire sortant Alain Longuent obtient la majorité absolue des suffrages exprimés avec 1 440 voix (66,35 %, 24 conseillers municipaux élus dont 6 communautaires), devançant très largement celle FN menée par Pierre-Étienne Lemarechal (730 voix, 33,64 %, 5 conseillers municipaux élus dont 1 communautaire). Lors de ce scrutin, 42,47 % des électeurs se sont abstenus.
Lors du premier tour des élections municipales de 2020 dans la Seine-Maritime, la liste PCF-PS-EELV menée par le maire sortant Laurent Jacques — élu en 2016 après la mort de son prédécesseur Alain Longuent —, obtient la majorité absolue des suffrages exprimés avec 1 203 voix (72,99 %, 24 conseillers municipaux élus dont 5 communautaires), devançant très largement celle  SE menée par Cédric Mompach (445 voix, 27 %, 3 conseillers municipaux élus dont 1 communautaire). Lors de ce scrutin marqué par la pandémie de Covid-19 en France, 54,49 % des électeurs se sont abstenus.

### Liste des maires
| Période                                  | Période                       | Identité        | Étiquette        | Qualité |
| ---------------------------------------- | ----------------------------- | --------------- | ---------------- | --- |
| Les données manquantes sont à compléter. |                               |                 |                  | |
| 1864                                     |                               | François Papin  |                  | |
| 1936                                     | 1940                          | Paul Danger     | Radical          | Conseiller général d'Eu (1938 → 1940) |
| Les données manquantes sont à compléter. |                               |                 |                  | |
| 1944                                     | mars 1977                     | Louis Boisson   | SFIO Radical UDF | Receveur puis inspecteur central des PTT, Résistant Député de la Seine-Maritime (1962 → 1967) Conseiller général d'Eu (1945 → 1982)                                                                              |
| mars 1977                                | 1998                          | Jean Garraud    | PCF              | Professeur d’éducation physique Conseiller général d'Eu (1995 → 2008) |
| 1998                                     | janvier 2016,                 | Alain Longuent  | PCF              | Retraité Vice-président de la CC Bresle maritime (2014 → 2016) Décédé en fonction |
| janvier 2016                             | En cours (au 17 février 2021) | Laurent Jacques | PCF              | Député suppléant de Sébastien Jumel (2017 → ) Vice-président de la CC des Villes Sœurs (2018 → ) Président du Pays Bresle-Yères (2018 → ) Conseiller départemental d'Eu (2021 → ) Réélu pour le mandat 2020-2026 |

## Démographie
L'évolution du nombre d'habitants est connue à travers les recensements de la population effectués dans la commune depuis 1793. Pour les communes de moins de 10 000 habitants, une enquête de recensement portant sur toute la population est réalisée tous les cinq ans, les populations de référence des années intermédiaires étant quant à elles estimées par interpolation ou extrapolation. Pour la commune, le premier recensement exhaustif entrant dans le cadre du nouveau dispositif a été réalisé en 2005.

En 2022, la commune comptait 4 417 habitants, en évolution de −9,77 % par rapport à 2016 (Seine-Maritime : +0,35 %, France hors Mayotte : +2,11 %).
| 1793  | 1800  | 1806  | 1821  | 1831  | 1836  | 1841  | 1846  | 1851  |
| ----- | ----- | ----- | ----- | ----- | ----- | ----- | ----- | ----- |
| 2 000 | 1 527 | 1 446 | 1 855 | 2 267 | 2 419 | 2 743 | 3 018 | 3 131 |

| 1856  | 1861  | 1866  | 1872  | 1876  | 1881  | 1886  | 1891  | 1896  |
| ----- | ----- | ----- | ----- | ----- | ----- | ----- | ----- | ----- |
| 3 291 | 3 698 | 3 711 | 3 840 | 3 819 | 4 215 | 4 467 | 4 569 | 4 748 |

| 1901  | 1906  | 1911  | 1921  | 1926  | 1931  | 1936  | 1946  | 1954  |
| ----- | ----- | ----- | ----- | ----- | ----- | ----- | ----- | ----- |
| 4 949 | 4 985 | 4 899 | 5 858 | 5 719 | 5 385 | 5 168 | 5 119 | 5 429 |

| 1962  | 1968  | 1975  | 1982  | 1990  | 1999  | 2005  | 2006  | 2010  |
| ----- | ----- | ----- | ----- | ----- | ----- | ----- | ----- | ----- |
| 6 136 | 6 328 | 6 816 | 6 455 | 6 227 | 5 900 | 5 719 | 5 698 | 5 255 |

| 2015  | 2020  | 2022  | - | - | - | - | - | - |
| ----- | ----- | ----- | - | - | - | - | - | - |
| 4 935 | 4 441 | 4 417 | - | - | - | - | - | - |

## Économie
Le port « départemental » du Tréport a été construit sur l'embouchure de la Bresle, fleuve qui marque historiquement la limite entre la Normandie et la Picardie. Mers-les-Bains est donc sur la partie picarde de ce petit estuaire dont la partie sud fait fonction de port de pêche, de port de plaisance et de port de commerce (bois, argiles et phosphates essentiellement). Il fut géré par la chambre de commerce et d'industrie du Littoral normand-picard.
Le Tréport fut le siège de la chambre de commerce et d'industrie du Tréport jusqu'en 2006. La gestion de l'aérodrome du Tréport et de son port est dévolue désormais à l'antenne de la chambre de commerce et d'industrie Littoral Hauts-de-France.
L'activité de pêche au Tréport est ancienne, partagée avec d'autres ports dont celui de Dieppe
Un projet d'éolien offshore qui était à l'étude depuis plusieurs années, porté par EMDT, filiale du groupe Engie, et appuyé par le conseil régional de Normandie, a reçu le feu vert du gouvernement le 6 novembre 2018 : il s'agit d'un parc éolien de 62 éoliennes (de 8 mégawatts (MW) chacune) qui sera implanté, entre 14 et 24 m de fond, à 17 km au large de Dieppe et à 15,5 km du Tréport. Le 23 novembre, après deux enquêtes publiques ouvertes en octobre, le conseil départemental de la Seine-Maritime a également émis (à l'unanimité) un avis favorable au projet, estimant qu'il s'agit d'un « projet d'avenir, aux enjeux économiques importants, qui s'inscrit dans l'objectif du Grenelle de l'Environnement qui fixe à au moins 23 % la part des énergies renouvelables dans la consommation énergétique d'ici 2020 ». La production attendue est de 2 000 gigawatts-heures (GWh) d'électricité par an, de quoi alimenter environ 850 000 personnes (environ les deux tiers de la population de Seine-Maritime, selon EMDT). Malgré les études montrant l'« existence d’un effet de type « récif artificiel » associé aux fondations des éoliennes, très nettement observée au sein des parcs déjà construits, et ce après un an seulement. Selon ces observations, l’implantation de parcs éoliens en mer semble favoriser l’augmentation locale de biomasse et de biodiversité marine, ce qui pourrait avoir un effet positif sur les communautés de poissons » (par exemple, selon une étude danoise, au pied des parcs éoliens de Horns Rev et Nysted, la biomasse en organismes benthiques fixés sur le substrat a augmenté d'un facteur 50 à 150), ce projet a reçu de vives critiques des pêcheurs locaux (relayés par leurs municipalités de Dieppe et du Tréport), qui craignent que ce parc fasse fuir les poissons ou les rende plus difficiles à approcher.
La mise en exploitation est prévue pour 2021 (son autorisation prendra fin si les installations ne sont pas mises en service dans leur intégralité le 1er juillet 2024). Le Département de Seine-Maritime en attend 120 emplois directs sur le bassin Dieppe-Le Tréport, pour l'exploitation, la maintenance, le contrôle et la surveillance, alors que « l'implantation d'usines de fabrication d'éoliennes au Havre permettra quant à elle la création d'environ 750 emplois et le recours à plus d'une soixantaine d'entreprises locales durant la phase de construction ».

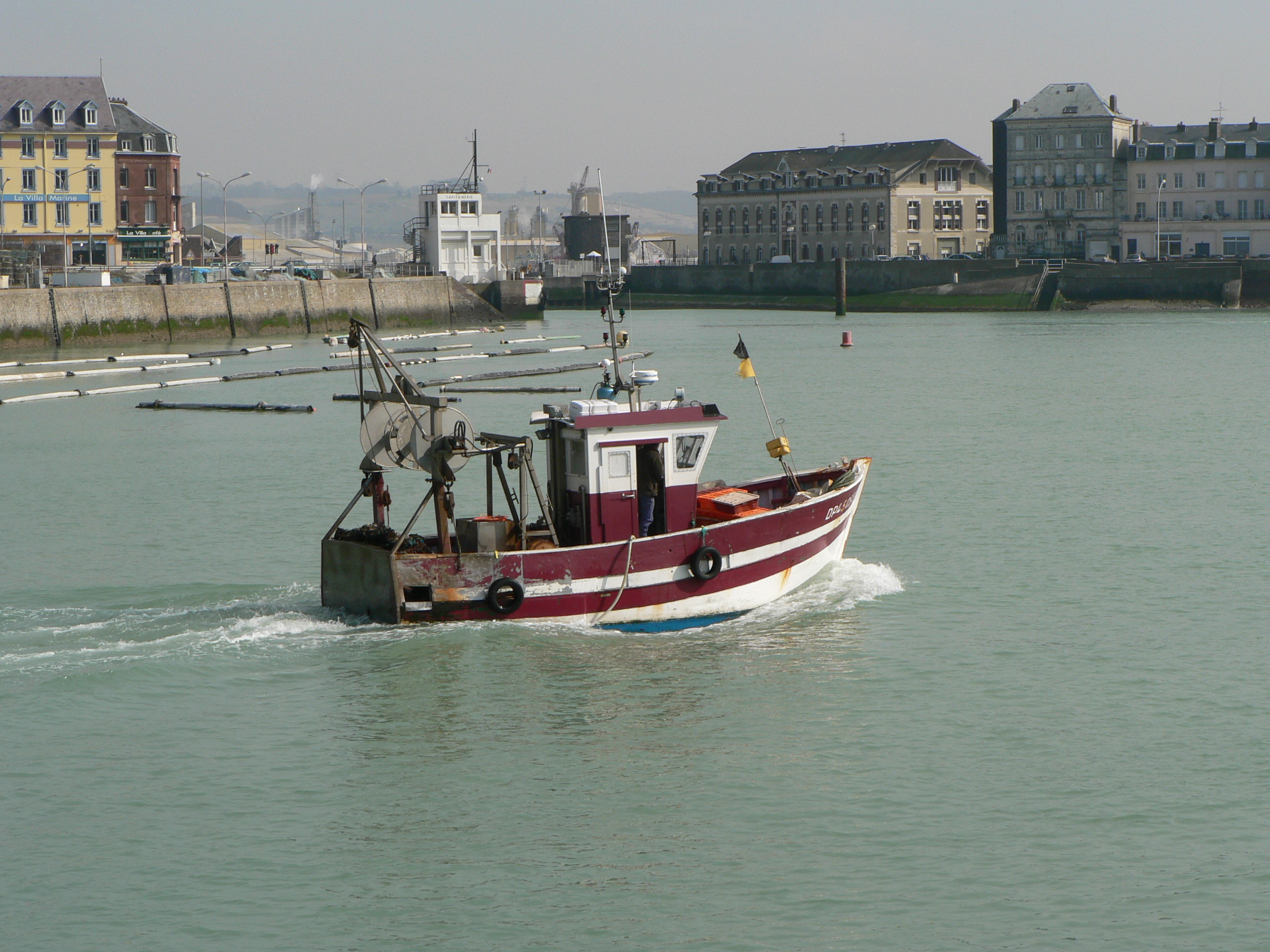
Bateau de pêche rentrant au port.
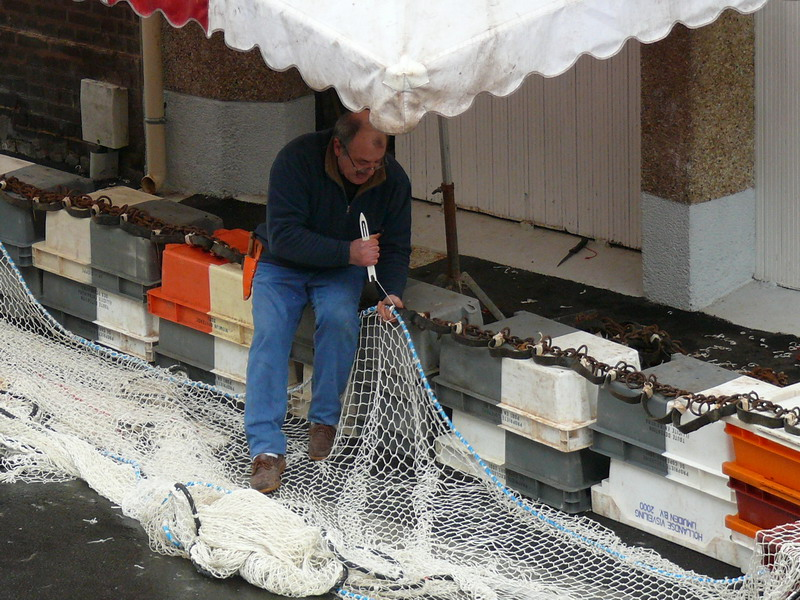
Un pêqueu (pêcheur) ravaudant ses filets près du funiculaire.

## Culture locale et patrimoine

### Lieux et monuments

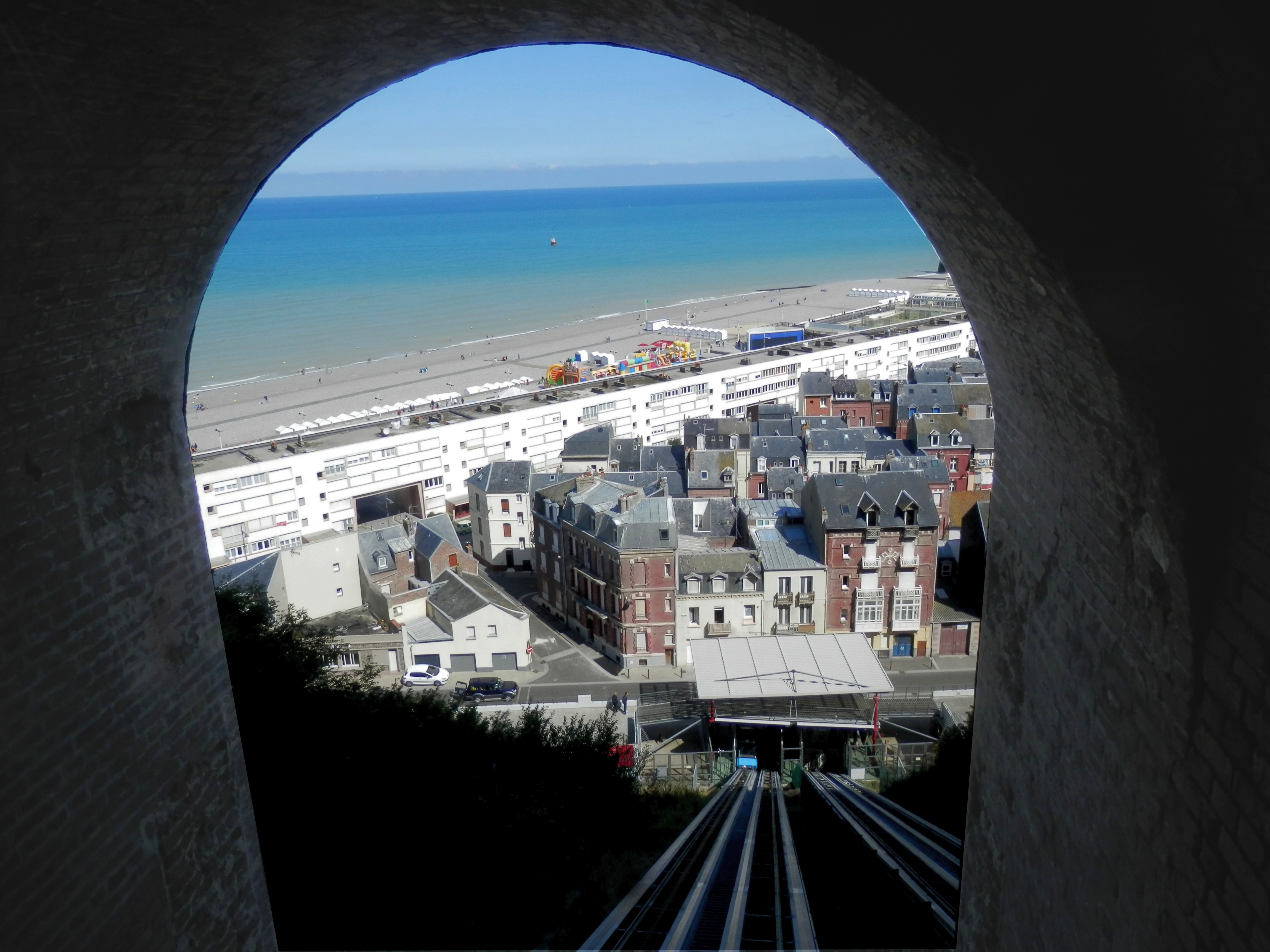
Ville et plage vus du tunnel du funiculaire.
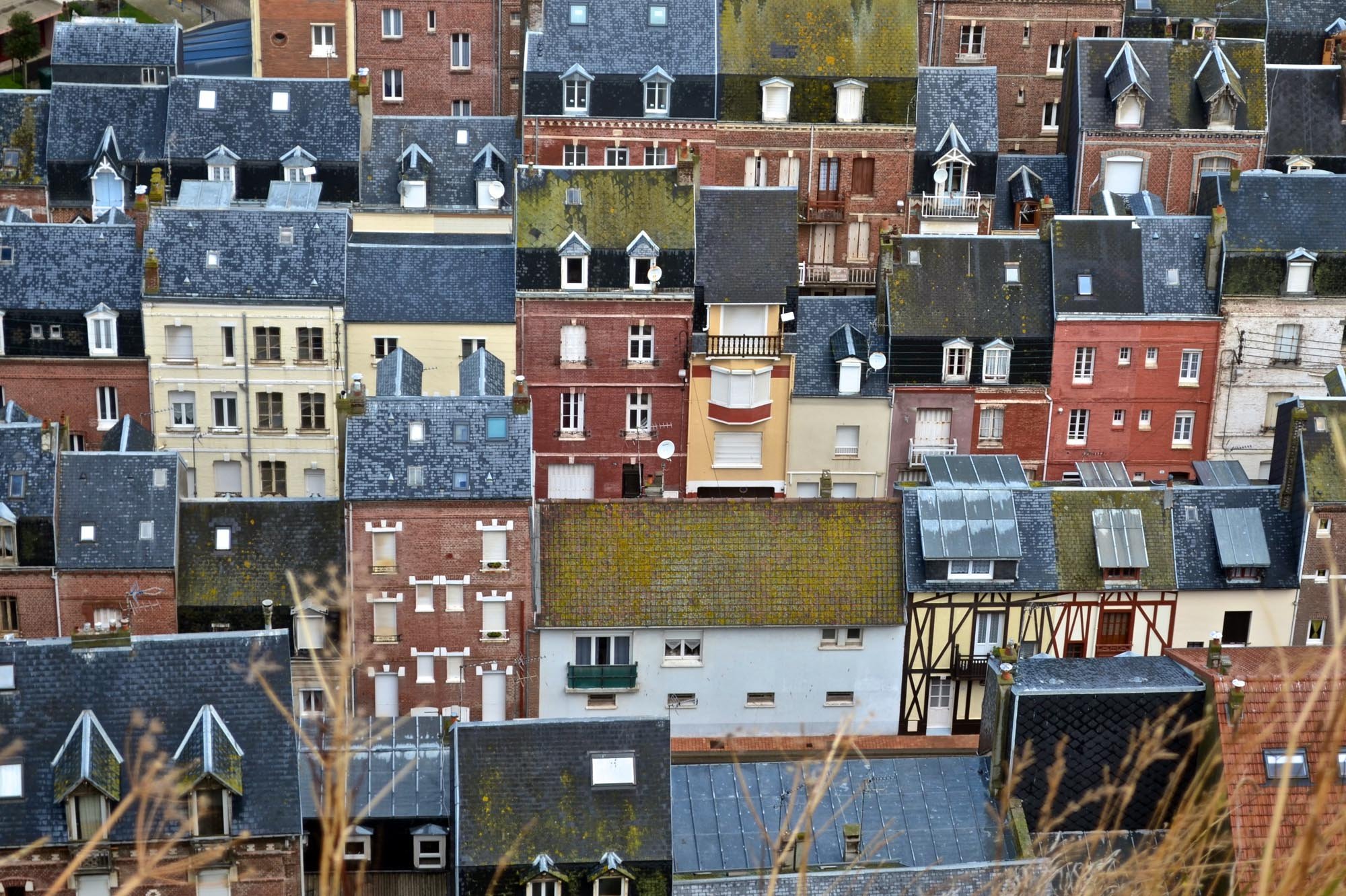
Maisons vues des Terrasses.

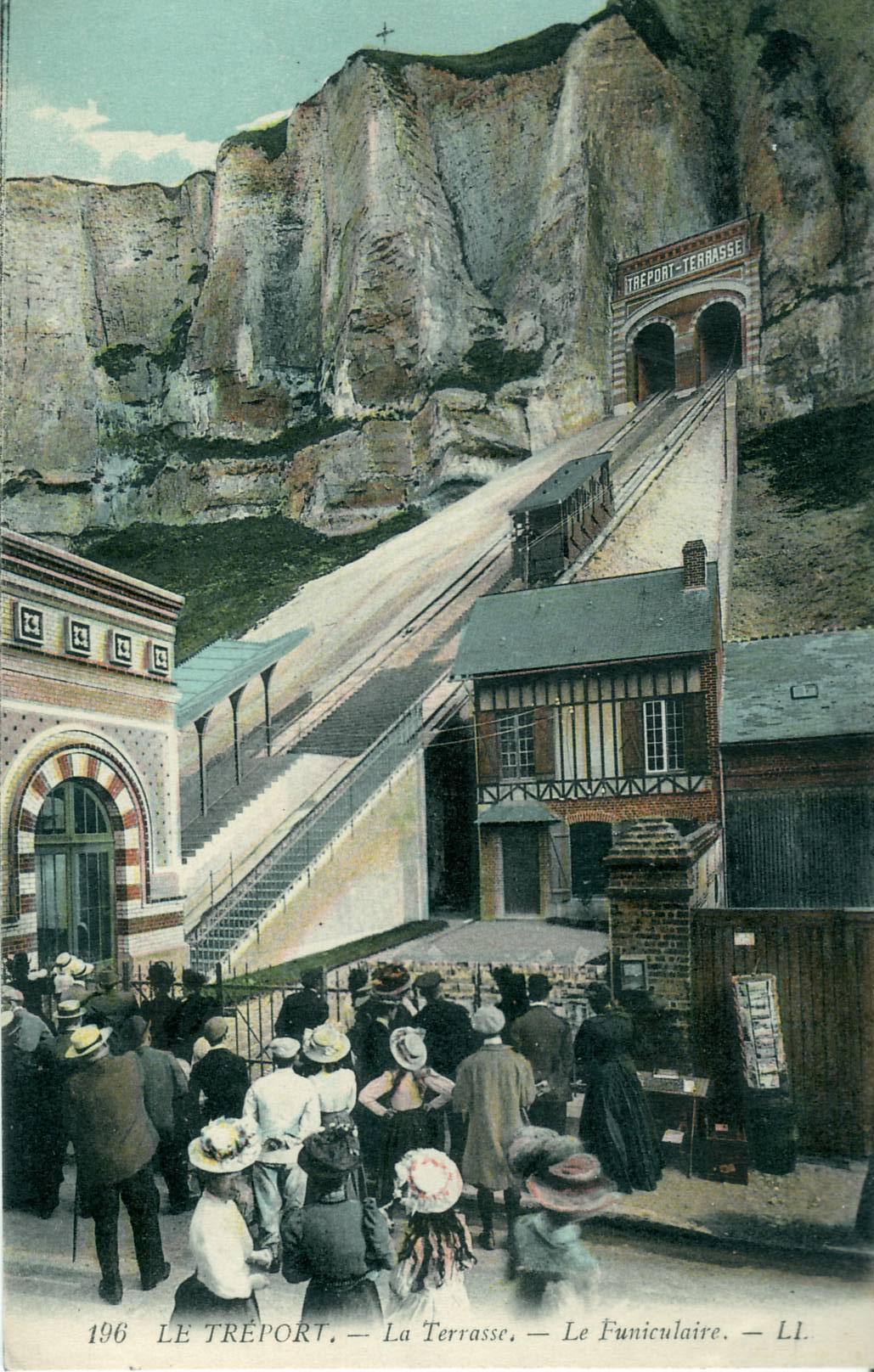
Le funiculaire du Tréport est inauguré le 29 juin 1908. Après une longue interruption, il est rénové depuis 2006.

- Vestiges de l'abbaye Saint-Michel du Tréport[50]
- L'église Saint-Jacques du Tréport[51], des XIVe et XVIe siècles, restaurée en 1699, est classée au titre des monuments historiques.
- Ancien presbytère[52], du XVIe siècle, classé au titre des monuments historiques depuis 1910.
- La croix du Musoir en pierre, datée de 1618, classée au titre des monuments historiques depuis 1913.
- Ateliers du verre à la flamme.
- Chapelle Saint-Julien.
- Musée du vieux Tréport : ancien hôtel de ville, ancienne prison, porte voûtée du XVIe siècle ; musée d'histoire locale.
- Le phare du Tréport, en bout de jetée.
- Le funiculaire (1908, réhabilité en 2006) reliant les quartiers bas de la ville au sommet des falaises.
- La halle aux poissons est accessible toute l'année aux particuliers.
- Monument aux morts dû à Maxime Real del Sarte (1921).
- Kahl-Burg : réseau défensif de galeries creusées dans les falaises pendant l'occupation.
- Musée contemporain de la poupée d'artiste, inauguré en 1989.
- Verreries d'Henri Scobart et de M. Desjonquères[53].

### Patrimoine naturel
ZNIEFF de type 1
- Les ouvrages militaires souterrains du Kahlbourg et du centre Calamel[54].

ZNIEFF de type 2
- Le littoral de Criel-sur-Mer au Tréport[55] : Le Tréport possède de hautes falaises de craie culminant à 100 m.

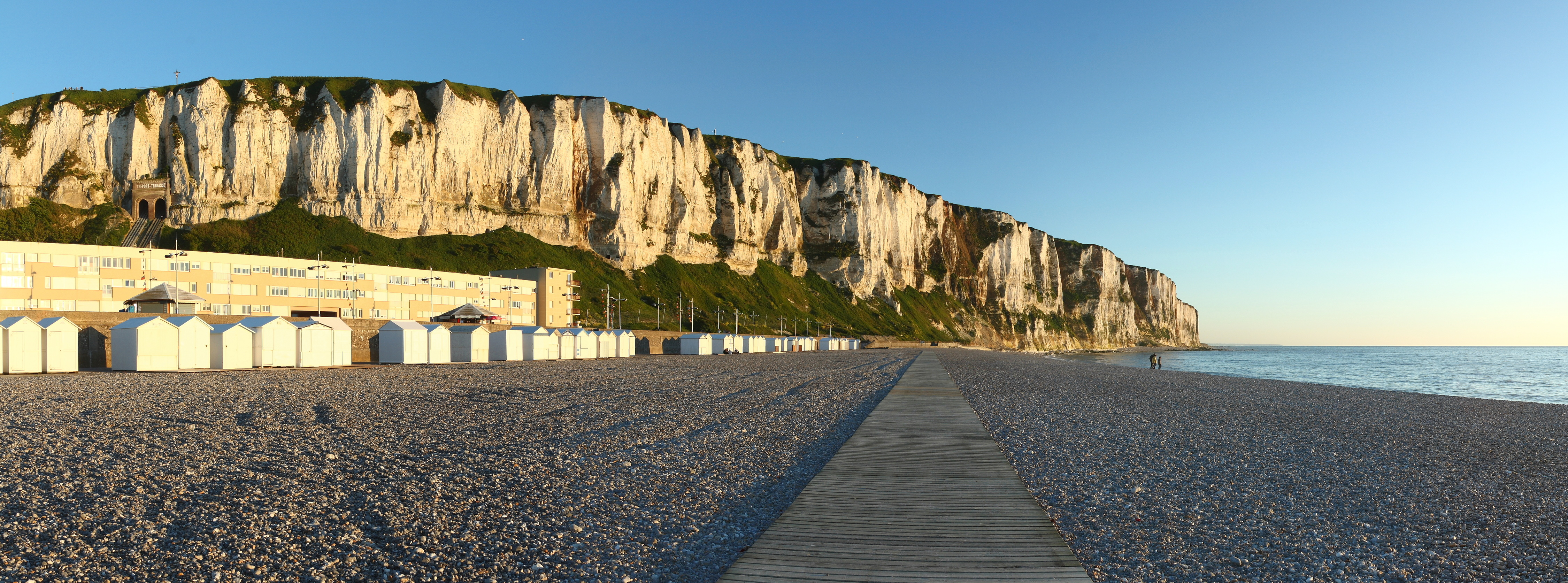
Les falaises au Tréport en fin d'après-midi.
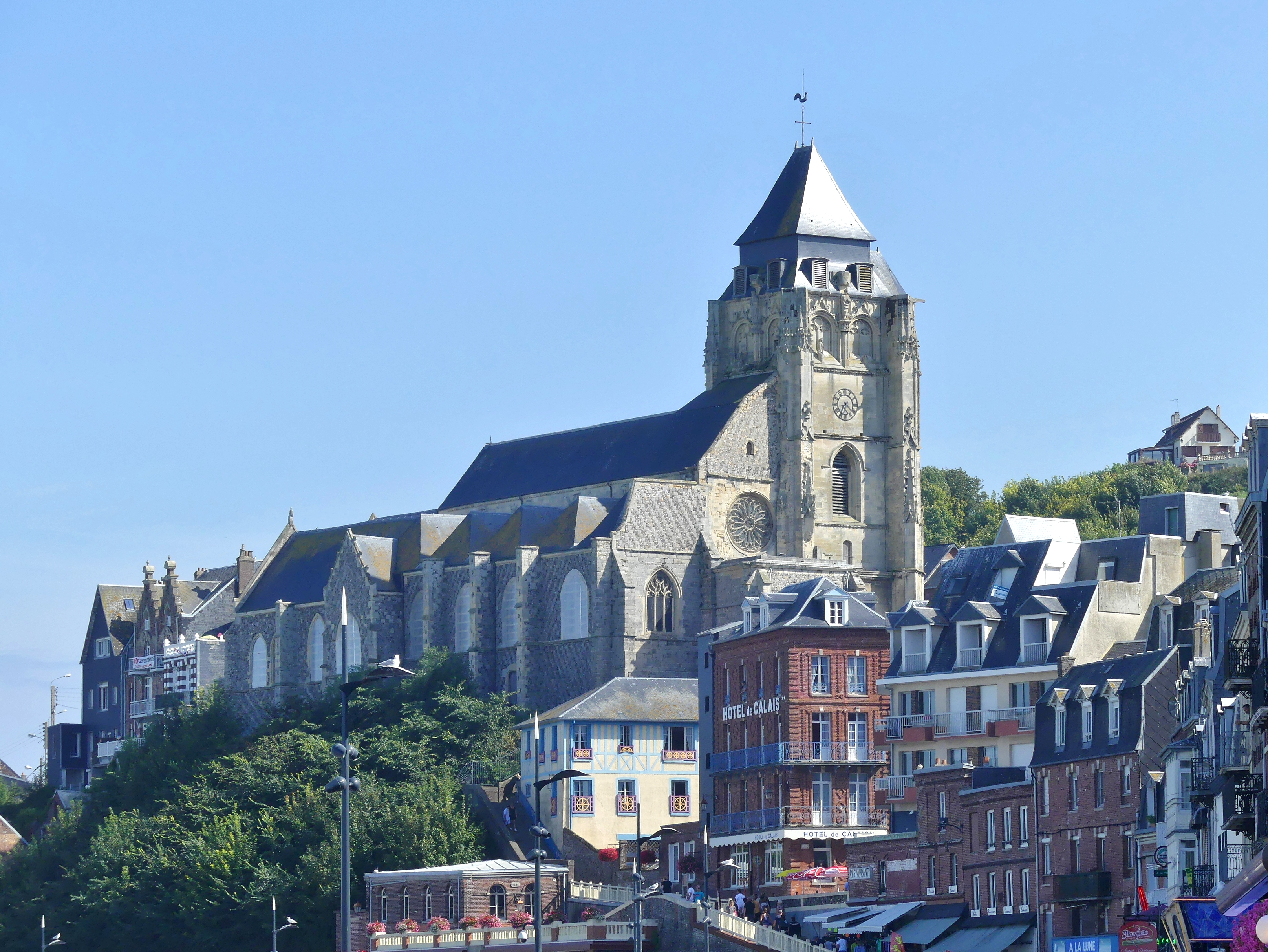
Talus boisé à la base de l'église,  Site classé
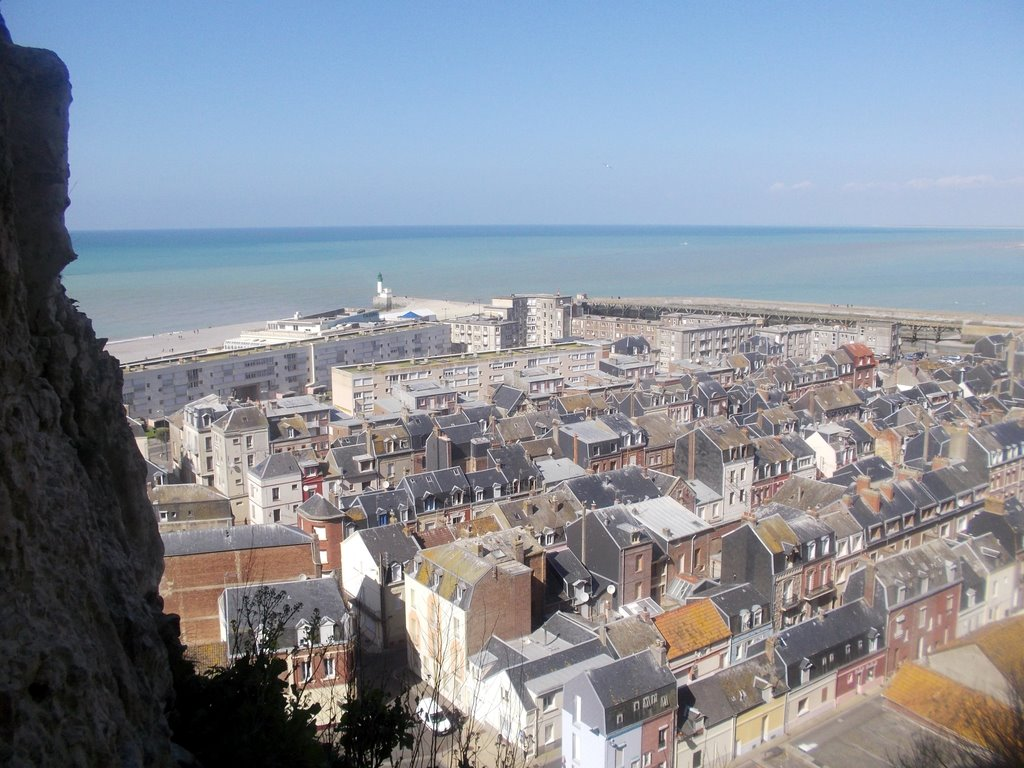
Belvédère du Kahl-Burg.

Site classé
- Talus boisé à la base de l'église Saint-Jacques  Site classé (1924).

### Le Tréport dans les arts et la culture
- William Sheller mentionne Le Tréport dans sa chanson Photos-souvenirs.
- Allan Vermeer chante Le Tréport dans la chanson du même nom, présente dans l'album Je vous ai attendue (2005, Marianne Mélodie / Sony BMG).

#### À la télévision et au cinéma
La cité portuaire, à l'image de quelques villes environnantes, attire souvent les caméras. Y sont tournés entre autres :
- Le film d'Agnès Merlet Le Fils du requin, tourné au Tréport, ainsi qu'à Ault.
- Un épisode de la série L'Instit  (saison 1, épisode 3, Concerto pour Guillaume, avec Robinson Stévenin) avec l'acteur Gérard Klein, a été tourné dans la ville du Tréport. Les élèves de l'école y tiennent les rôles de figurants.
- Le téléfilm de Jérôme Foulon Il n'y a pas d'amour sans histoires avec Clémentine Célarié.
- La série policière Les Témoins créée par Marc Herpoux et Hervé Hadmar et diffusée à partir du 18 mars 2015 sur France 2 avec Thierry Lhermitte et Marie Dompnier a pour cadre la ville du Tréport. De nombreuses scènes y sont tournées.
- Le film Ma vie avec James Dean (2017) de Dominique Choisy.
- Le film Été 85 (2020) de François Ozon[56].

### Dans la peinture

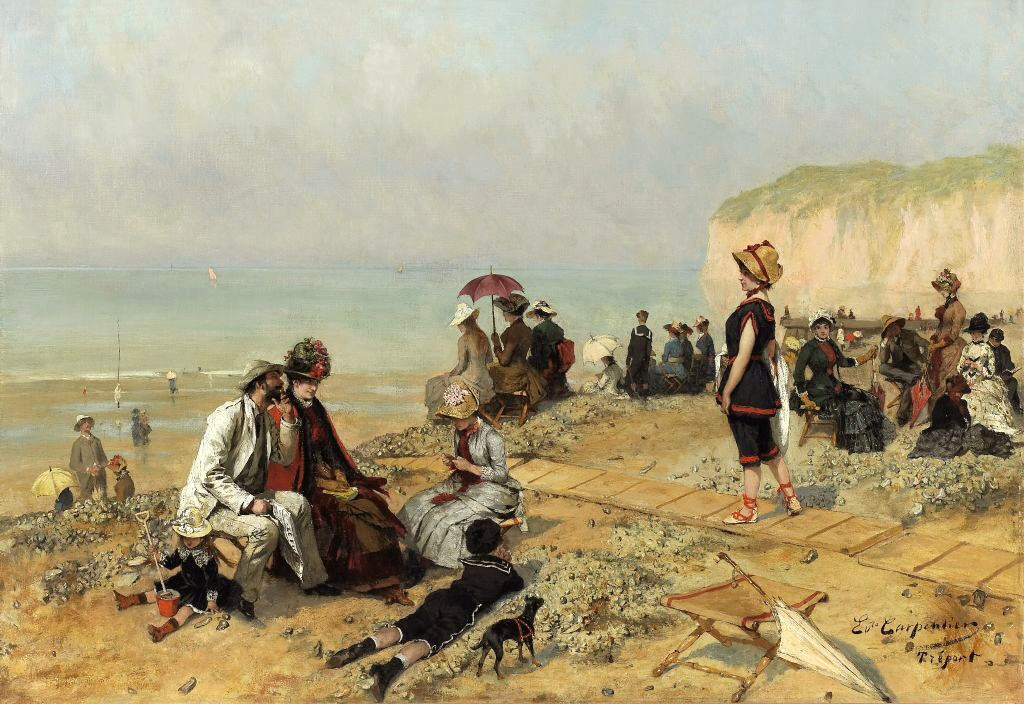
Évariste Carpentier,
L'Heure du bain.

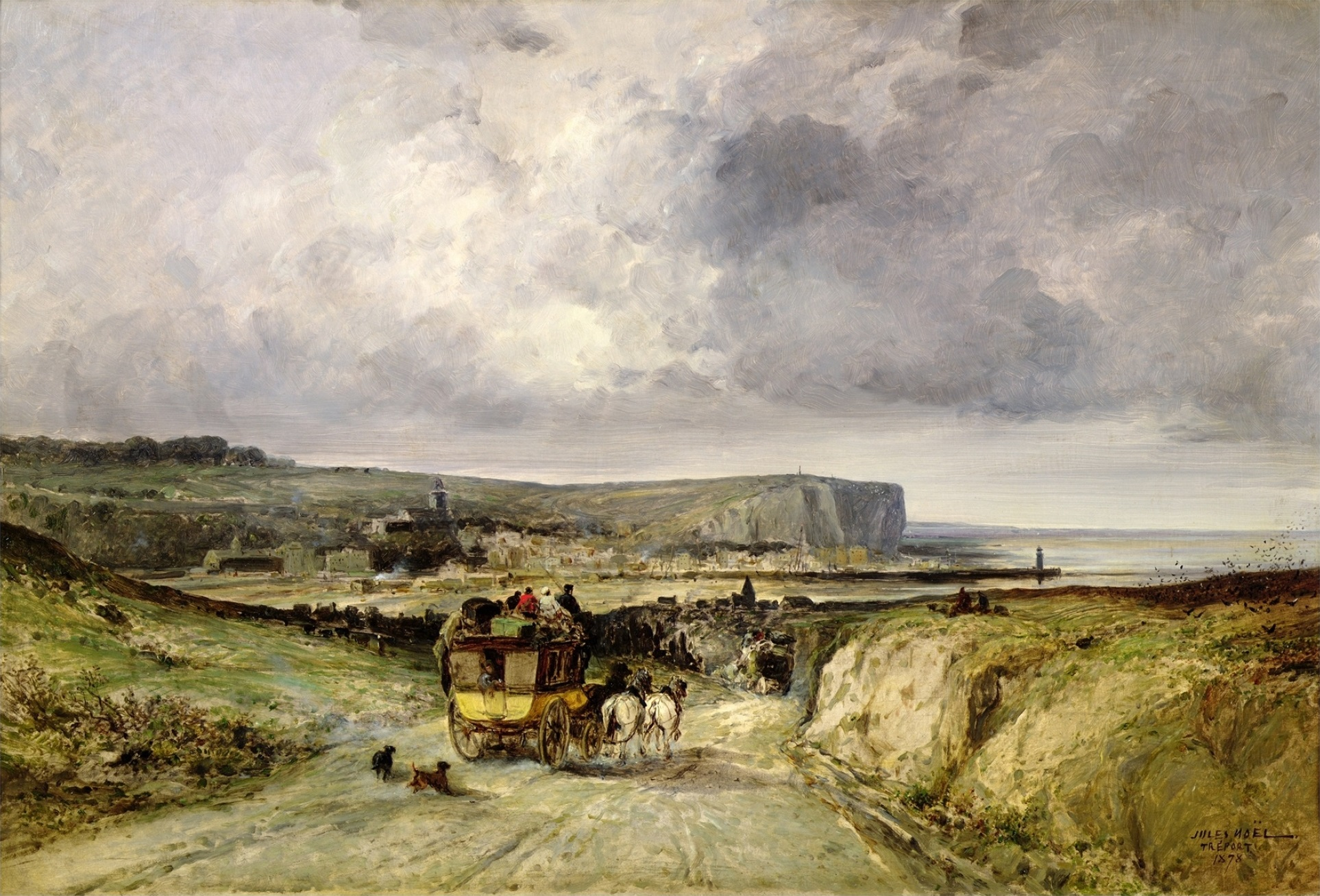
Jules Noël,
L'Arrivée d'une diligence au Tréport.

- Jules Achille Noël : Arrivée d'une diligence au Tréport, 1878, Musée des beaux-arts de Quimper[57].
- Un tableau d'Eugène Isabey représente la visite officielle de la Reine Victoria au Tréport en 1843 à bord du yacht royal HMY Victoria and Albert.
- Eugène Berthelon (1829-1916) :  Ancienne jetée du Tréport, un jour de tempête, présentée au Salon des Artistes français de 1889. Gros temps pendant les travaux de la jetée du Tréport, 1898 -  Marée basse au Tréport, 1908[58].
- L'heure du bain, 1882, peinture d'Évariste Carpentier qui séjourna au Tréport.
- Falaise près du Tréport, toile d'Albert Huyot qui vint au Tréport en 1928.
- Maximilien Luce :
  - Le Tréport, la plage, 1931, huile sur toile, Mantes-la-Jolie, musée de l'Hôtel-Dieu
  - Le Tréport, l'église et la Bresle, 1932, huile sur carton, Mantes-la-Jolie, musée de l'Hôtel-Dieu
  - Paysage au Tréport, 1933, huile sur papier marouflé sur toile, Mantes-la-Jolie, musée de l'Hôtel-Dieu
  - Les environs du Tréport, 1933, huile sur carton marouflé, Mantes-la-Jolie, musée de l'Hôtel-Dieu
  - Le Tréport, le cargo, non daté, huile sur papier marouflé sur toile, Mantes-la-Jolie, musée de l'Hôtel-Dieu
- Le peintre suisse Jürg Kreienbühl a réalisé plusieurs vues du Tréport entre la fin des années 1960 et le début des années 1970.
- Le Tréport est un thème important dans les œuvres de Charles Wislin, Paul Denarié, Frank-Will (qui eut un temps sa petite galerie sur le quai François-Ier), de Jean Chapin et d'Alexandre Garbell qui y effectua de multiples séjours

### Personnalités liées à la commune
- Paul Paray est un chef d'orchestre et compositeur français, né le 24 mai 1886 au Tréport et mort le 10 octobre 1979 à Monte-Carlo. Son père, sculpteur sur ivoire, remplit aussi les fonctions de maître de chapelle au Tréport. Paul Paray composa en hommage à sa ville natale sa symphonie no 2, Le Tréport (1936-1939).
- Georges Onésime Choquart est un résistant français, né le 16 juin 1899 au Tréport et mort le 7 mai 1970 à Mers-les-Bains.
- Jehan Le Povremoyne (1903-1970), romancier, conteur, nouvelliste et poète, y est mort.
- Louis Boisson (1908-1991), homme politique, y est mort.

### Héraldique
| Blason de Le Tréport | Blason  | D’azur aux deux navires de sable, équipés d’argent, pavillonnés de gueules, voguant sur une mer de sinople mouvant de la pointe, quittant la jetée du port d’argent, maçonnée de sable, sur laquelle un guetteur, aussi de sable, tient haut un pavillon de gueules, le tout accompagné au canton senestre du chef d’un croissant contourné d’or adextré d’une étoile du même. Devise : « sequanae inferioris ulterior portus ». |
| Blason de Le Tréport | Détails | Le statut officiel du blason reste à déterminer. |

## Pour approfondir